# Bulumulyo
Bulumulyo is een bestuurslaag in het regentschap Pati van de provincie Midden-Java, Indonesië. Bulumulyo telt 2721 inwoners (volkstelling 2010).